# Zoogin
Zoogin est un cheval de courses né le 3 juin 1990 en Suède et mort le 10 juin 2020 en Russie. Il disputait les courses de trot attelé.

## Carrière
Leader de sa génération en Suède dès 3 ans, année où il remporta le Svenskt Travkriterium, Zoogin fut l'un des meilleurs chevaux du monde du milieu des années 90. S'il ne parvint pas à remporter la plus grande épreuve suédoise, l'Elitloppet (dont il se classa deux fois deuxième), il fut sacré deux fois officieux champion d'Europe en s'adjugeant le Grand Circuit européen en 1996 et 1997, ainsi que deux Coupe du Monde de Trot (1996, 1998). Venu en France pour disputer le Prix d'Amérique 1998, il ne put y prendre que la cinquième place.
Zoogin termina sa carrière en 1999 puis devint étalon en Suède, connaissant un succès mitigé, avant d'être exporté en Finlande puis, en 2013, en Russie. C'est là qu'il s'éteint, en 2020, âgé de 30 ans.

## Palmarès
Union européenne
- Grand Circuit européen (1996, 1997)

 Monde
- Coupe du Monde de Trot (1996, 1998)

 Suède
- Svenskt Travkriterium (Gr.1, 1993)
- Hugo Åbergs Memorial (Gr.1, 1996)
- Jubileumspokalen (Gr.1, 1995, 1996, 1998)
- Sundsvall Open Trot (Gr.1, 1998)
- Åby Stora Pris (Gr.1, 1995, 1996)
- Jämtlands Stora Pris (Gr.2, 1995, 1996, 1997)
- 2e Svenskt Trav Derby (Gr.1, 1994)
- 2e Elitloppet (Gr.1, 1995, 1996)
- 2e Hugo Åbergs Memorial (Gr.1, 1997)
- 2e Sundsvall Open Trot (Gr.1, 1996)
- 3e Åby Stora Pris (Gr.1, 1997, 1998)
- 3e Sundsvall Open Trot (Gr.1, 1997)
- 3e Breeder's Crown des 4 ans (Gr.1, 1994)
- 3e Svenskt Mästerskap (Gr.1, 1995)

 Norvège
- Grand Prix d'Oslo (Gr.1, 1997)

 Danemark
- Copenhague Cup (Gr.1, 1997)

 Allemagne
- Elite-Rennen (Gr.1, 1996)
- 2e Elite-Rennen (Gr.1, 1997)

 Finlande
- Finlandia Ajo (Gr.1, 1997)
- 2e Finlandia Ajo (Gr.1, 1998, 1999)

 France
- 3e Prix de Belgique (Gr.2, 1998)
- 5e Prix d'Amérique (Gr.1, 1998)

## Origines
| Origines de Zoogin | Origines de Zoogin | Origines de Zoogin | Origines de Zoogin |
| ------------------ | ------------------ | ------------------ | ------------------ |
| Père Zoot Suit     | Nevele Pride       | Star's Pride       | Worthy Boy         |
| Père Zoot Suit     | Nevele Pride       | Star's Pride       | Star Drift         |
| Père Zoot Suit     | Nevele Pride       | Thankful           | Hoot Mon           |
| Père Zoot Suit     | Nevele Pride       | Thankful           | Magnolia Hanover   |
| Père Zoot Suit     | Glad Rags          | Greentree Adios    | Adios              |
| Père Zoot Suit     | Glad Rags          | Greentree Adios    | Martha Lee         |
| Père Zoot Suit     | Glad Rags          | Jewel Rosecroft    | Symbol Gantle      |
| Père Zoot Suit     | Glad Rags          | Jewel Rosecroft    | Miss Pearl         |
| Mère Ginjette      | Lornjett           | Scotch Nibs        | Nibble Hanover     |
| Mère Ginjette      | Lornjett           | Scotch Nibs        | Hattie G.          |
| Mère Ginjette      | Lornjett           | Caressa            | Whitney Hanover    |
| Mère Ginjette      | Lornjett           | Caressa            | Lime Will          |
| Mère Ginjette      | Ginnie Lite        | Black Lite         | Darnley            |
| Mère Ginjette      | Ginnie Lite        | Black Lite         | June Mite          |
| Mère Ginjette      | Ginnie Lite        | Ginnie             | John Scovere       |
| Mère Ginjette      | Ginnie Lite        | Ginnie             | Sister Scotland    |